# دهنو قلندران
 دهنو قلندران  قرية عامرة تـتبع بلدة جناح (بالفارسية: بخش جناح ) من توابع مدينة بستك وتقع في محافظة هرمزگان في جنوب غرب إيران. إحدى قرى « إقليم فرامرزان». سمية هذه القرية بــ (دهنو قلندران) نسبتاً إلى عائلة «قلندران» الذين هاجرو من المنطقة المجاورة وقاموا بتأسيس هذه القرية، لذلك نسبة لهم.

## حدود قرية دهنو قلندران
حدود قرية دهنو قلندران: من الشمال جبل، ومن الجنوب «دهنو خواجه »، من الغرب قرية خمر قلندران ومن الشرق تنتهي بـقرية هنكویه.
.

## السكان
يبلغ عدد سكان هذه القرية حسب تعداد السكان لعام 2006 للميلاد، (135) نسمة تشكل (27) عائلة، من أهل السنة والجماعة وعلى المذهب الشافعي. يتكلمون الفارسية باللهجة المحلية. بها مسجد، ومدرسة مشتركة، وعدد ثلاثة البرك لحفظ مياه الأمطار، إذا الأودية أثناء هطول المطر.

## وصلات خارجية
- التقسيمات الادارية لمحافظة هرمزگان